# (18090) Kevinkuo
(18090) Kevinkuo est un astéroïde de la ceinture principale d'astéroïdes.

## Description
(18090) Kevinkuo est un astéroïde de la ceinture principale d'astéroïdes. Il fut découvert le 6 mai 2000 à Socorro (Nouveau-Mexique) par le projet LINEAR. Il présente une orbite caractérisée par un demi-grand axe de 2,55 UA, une excentricité de 0,10 et une inclinaison de 8,7° par rapport à l'écliptique.

## Compléments